# The Line (Szaúd-Arábia)
The Line (arabul: ذا لاين) tervezett lineáris okosváros Neomban, Tabúk tartományban. Jelenleg építik, a városban nem lesznek autók, utak és nem fog karbont kibocsátani. A város 170 kilométer hosszú és része a Saudi Vision 2030 projektnek, amely a tervek szerint 380 ezer új munkalehetőséget fog létrehozni és 48 milliárd dollárt fog adni az ország GDP-jéhez. A The Line lesz Neom első építménye, tervek szerint 500 milliárd dollárba fog kerülni. A várható népessége 9 millió fő, 2022 októberében kezdődtek meg a munkálatok a város teljes hosszán.
A projektet kritizálták a környezetre való hatásai miatt, illetve, amiért kitelepítették a jelenleg ott élő törzseket. Megkérdőjelezték ezek mellett technológiai és pénzügyi megvalósíthatóságát. 

## A város terve
A The Line teljes hosszúsága 170 kilométer lesz és meg fogja védeni Neom természetes élővilágának 95%-át. A Vörös-tengertől Tabúk városáig fog húzódni. Kilenc millió lakosa lesz és kisebb közösségekre lesz felosztva, minek következtében a népsűrűsége nagyjából 260 ezer fő/km2 lesz. 2020-ban a világ legnagyobb népsűrűségű városa Manila volt, ahol 44 ezer fő lakik minden négyzetkilométeren. A város két egymással szemben elhelyezkedő épületből fog állni, teljes szélessége 200, magassága 500 méter.
A várost teljesen  megújuló energiaforrások fogják működtetni. A The Line három rétegből fog állni, az első a felszínen a gyalogosoknak, a második a föld alatt az infrastruktúrának, a harmadik pedig szállítóeszközöknek. A harmadik rétegben lesz található egy vonat, amelynek köszönhetően a város egyik végéből el lehetne érni a másikat 20 percen belül és akár 512 km/h sebességgel is fog tudni járni, amellyel a leggyorsabb lenne a világon. A tervek szerint minden szükséges szolgáltatást el fognak tudni érni a lakosok sétálva, 5 percen belül. Mesterséges intelligencia fogja megfigyelni a várost, adatokat gyűjtve, hogy javítsa a lakosok életminőségét.
A tervezett költsége 100 és 200 milliárd dollár között lesz, de akár elérheti az 1 billiót is. Szaúd-Arábia kormánya szerint 460 ezer munkalehetőséget fog létrehozni a város, segíteni fogja a gazdaságot és 2030-ra 48 milliárd dollárral fog hozzájárulni az ország GDP-jéhez.

## Története

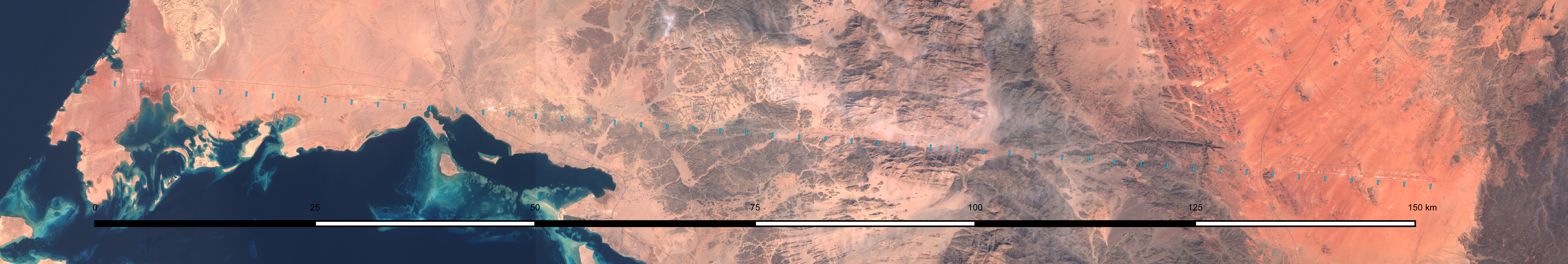
A The Line építésének helyzete 2022. október 22-én

A várost 2021. január 10-én jelentette be Mohamed bin Szalmán koronaherceg. Az építkezés 2021 októberében kezdődött meg és az első lakosok 2024-ben fognak beköltözni. 2022 júliusában az építkezés első fázisának befejezését 2030-ra tervezték.
Mohamed bin Szalmán koronaherceg, aki egyben Neom igazgatótanácsának is tagja, 2022. július 25-én kiadott egy közleményt és egy népszerűsítő videót, aminek következtében még nagyobb lett a sajtófigyelem a város körül. Sokan megkérdőjelezték a város tervét és a környezettel kapcsolatos problémáit, azt írva, hogy egy „disztópikus” és „mesterséges intézmény” lenne, aminek építése miatt már ki kellett telepíteni a huvaítát törzset és befolyásolná az állatvilágot is.
2022 októberében az Ot Sky által készített drónfelvételről lehetett megtudni, hogy a projekt 170 kilométeres hosszán megkezdődtek a munkálatok.

## Fogadtatása, kritikák
Egy Dezeennel készített interjúban a Princetoni Egyetem professzora, Marshall Brown azt nyilatkozta, hogy egy ilyen nagy várostervezés részeként nehéz lesz elérni azt a futurisztikus kinézetet, amit az első videókban lehetett látni, több különböző indokból. Hélène Chartier (C40 Cities) a The Line-t több, korábban tervezett, de be nem fejezett lineáris városhoz hasonlította, mint a Soria által tervezett 1882-es város, illetve az 1965-ben bemutatott lineáris település New Jersey-ben.
Winy Maas holland építész azt mondta, hogy ugyan nagyon szívesen élne egy ilyen környezetben, azt mondta róla, hogy a koncepció nagyon egyhangú volt és a városon belüli szélmozgás is problémákat okozna. Ennek ellenére méltatta a tervet a népsűrűség növekedésének megoldására és a városon belüli hőszabályozást. Philip Oldfield, az Új-dél-walesi Egyetem professzora azt nyilatkozta, hogy az életminőség inkább a város vezetésén fog múlni, mint a futurisztikus kinézetén.
Oldfield azt mondta, hogy a projekt karbonlábnyoma közel 1,8 gigatonna szén-dioxid lenne, mert egy 500 méter magas épület megépítése „lehetetlen alacsony karbontartalmú anyagokból.” Azt mondta, hogy a 170 kilométeres hossza autópályákhoz hasonlóan egy akadályt jelentene az egyébként szomszédos ökoszisztémáknak, megakadályozva az ott élő vándorló fajok mozgását. Kijelentette ezek mellett, hogy a tükrös külső fala veszélyt jelentene a helyi madárfajokra.
Vincent Mosco digitális jogi kutató véleménye szerint a városban történő adatgyűjtés könnyen egy „megfigyelő várossá” tehetné a települést. Ez szerinte könnyen vezethetne az adatok helytelen felhasználásához, aminek valószínűségét Szaúd-Arábia problémás emberjogi történelme növelné. Neom vezérigazgatója, Joseph Bradley azt nyilatkozta, hogy a város vezetősége dolgozik az adatvédelmi problémák megoldásán.
A város kivitelezésén kívül kritizálták még az ország kormányának, a projekttel kapcsolatos döntéseit. 2022 októberében a huvaítát törzs három tagját (Shádlí, Ibráhím és Ataulla) halálra ítéltek, amiért nem voltak hajlandók elhagyni a területet, ahol Neom épült. Shádlí testvére volt Abd ál-Ráhím ál-Huvaítátnak, akit 2020 áprilisában a szaúdi rendőrség meggyilkolt otthonában, azt követően, hogy videókat hozott nyilvánosságra arról, hogy megpróbálják eltávolítani törzsét a területről, Tabúk tartomány azon részében, amit a kormány a projektnek szentelt.